# Brunova věta
Brunova věta je tvrzení z oboru číselné teorie, které poprvé dokázal Viggo Brun v roce 1919 pomocí takzvaného Brunova síta. Podle této věty platí, že číselná řada, jejímiž prvky jsou součty převrácených hodnot prvočíselných dvojčat, je konvergentní a konverguje k číslu známému jako Brunova konstanta (obvykle značené B₂).
Jinak řečeno, platí:
{\displaystyle \sum \limits _{p\,:\,p+2\in \mathbb {P} }{\left({{\frac {1}{p}}+{\frac {1}{p+2}}}\right)}=\left({{\frac {1}{3}}+{\frac {1}{5}}}\right)+\left({{\frac {1}{5}}+{\frac {1}{7}}}\right)+\left({{\frac {1}{11}}+{\frac {1}{13}}}\right)+\cdots =B_{2}}
Zajímavostí je, že není známo, zda je prvočíselných dvojčat konečný počet, tedy není ani známo, zda má řada výše konečný nebo nekonečný počet sčítanců.

## Hodnota Brunovy konstanty
Podle Richarda Crandalla a Carla Pomerance je dokázáno, že hodnota Brunovy konstanty leží v otevřeném intervalu (1,83; 2,347). Dominic Klyve horní hranici intervalu dále zpřesnil na 2,1754 za předpokladu platnosti zobecněné Riemannovy hypotézy.
Thomas R. Nicely odhadl hodnotu Brunovy konstanty na 1,902160578 na základě výpočtu prvočíselných dvojčat do hodnoty {\displaystyle 10^{14}}.
Desetinný rozvoj Brunovy konstanty je v databázi celočíselných posloupností OEIS zařazen pod kódem A065421.

## Zobecnění
Český matematik Karel Koutský dokázal v roce 1933, že konvergence platí i pro obdobné řady, kde jsou v úvahu brány dvojice prvočísel vzdálené o jinou pevně danou konstantu.